# Parroquia San Francisco de Asís (Apodaca)
La Parroquia San Francisco de Asís es una parroquia ubicada en el municipio de Apodaca, Nuevo León, en México. Se encuentra ubicada frente a la Presidencia Municipal de la ciudad.

## Historia
En el lugar donde se encuentra el templo existió una capilla construida en arcilla por pobladores en 1806 que ofrecía servicios ocasionales. En 1841 se destina al presbítero Nicolás Andrés Molano como primer sacerdote y es este quien emprende ese año de la construcción del antiguo templo. Para 1845, la iglesia estaba constituida por una nave central, sacristía y bautisterio. El proceso de construcción se vio interrumpido por la guerra entre México y Estados Unidos, pero posteriormente la obra fue retomada y concluida en 1849. El primer bautizo del templo data del 15 de julio de 1850 y el primer matrimonio de un año después, el 15 de julio de 1851. El 25 de febrero de 1856 es oficialmente denominada como Parroquia con Fernando de Ayala como primer párroco.
Durante casi un siglo, la Parroquia San Francisco de Asís fue el principal centro de culto católico en el municipio de Apodaca. En 1958 se demolió el edificio, exceptuando el primer cuerpo de la torre, y fue reconstruido en un estilo semejante al de la Catedral de Monterrey.

## Arquitectura
El edificio actual cuenta con un estilo neocolonial semejante al de la Catedral de Monterrey, pero sin la cargada ornamentación de esta. La fachada es de ladrillo con recubrimiento aplanado. Posee una planta de cruz latina con un pequeño ábside. Del lado derecho se encuentra la torre de tres niveles construida en piedra.